# Mercy (serie televisiva)
Mercy è una serie televisiva statunitense, trasmessa negli Stati Uniti su NBC dal 23 settembre 2009 al 12 maggio 2010.
Il 23 ottobre 2009 Mercy è stato confermato per una prima stagione completa, composta da 22 episodi. Il 14 maggio 2010 la NBC annuncia la cancellazione della serie.
La canzone della sigla è Better Get Right eseguita da Devin Moore.
In Italia la serie è andata in onda dal 3 settembre 2010 sul canale Mya del digitale terrestre Mediaset Premium.

## Trama
Le vicende della serie si svolgono nel fittizio Mercy Hospital a Jersey City, nel New Jersey e ruotano attorno alle vite di tre infermiere. Veronica Flanagan Callahan è un'infermiera di ritorno da un viaggio di lavoro in Iraq; Sonia Jimenez è la sua migliore amica, che intraprende una seria relazione con un poliziotto; e Chloe Payne è una neolaureata in assistenza infermieristica che viene catapultata nel mondo dell'infermeria e si trova impreparata per il proprio compito.

## Cast

### Personaggi principali
- Taylor Schilling: Veronica Agnes Flanagan Callahan
- Michelle Trachtenberg: Chloe Payne
- Jaime Lee Kirchner: Sonia Jimenez
- James Tupper: Dr. Chris Sands
- Diego Klattenhoff: Mike Callahan
- Guillermo Díaz: Ángel García
- James LeGros: Dr. Dan Harris

### Personaggi secondari
- Delroy Lindo: Dr. Alfred Parks
- Kate Mulgrew: Jeannie Flanagan
- Peter Gerety: Jim Flanagan
- Michael Chernus: Ryan Flanagan
- Charlie Semine: Nick Valentino
- K.K. Moggie: Dr. Gillian Jelani
- Margo Martindale: Helen Klowden
- Jill Flint: Simone Sands
- James Van Der Beek: Dr. Joe Briggs, nuovo Primario dell'ICU

## Episodi
| Stagione       | Episodi | Prima TV originale | Prima TV Italia |
| -------------- | ------- | ------------------ | --------------- |
| Prima stagione | 22      | 2009-2010          | 2010            |

## Produzione
Per alcune inquadrature degli interni dell'ospedale è stato filmato il Barnert Hospital non più in funzione, a Paterson nel New Jersey. Le inquadrature esterne del Mercy Hospital sono state girate a Jersey City. Si tratta della facciata posteriore di una scuola pubblica. L'esterno del Lucky 7's Bar è stato anch'esso filmato a Jersey City, così come gli interni, che sono quelli del Park Tavern collocato alla West Side Avenue.
Il debutto di Mercy era stato inizialmente annunciato per il gennaio del 2010, ma in seguito venne anticipato a settembre 2009 a causa del posticipo del family drama Parenthood al 2010, a causa di problemi di produzione.

## Accoglienza
Mercy ha ricevuto un punteggio di 41 su 100 d'aggregatore di recensioni Metacritic. Le critiche sono state miste, ma la serie è stata generalmente stroncata dalla critica. Matthew Gilbert del Boston Globe, si è riferito al medical drama come ad «un mucchio di cliché ospedalieri drammatizzati» e ha detto che «segue troppo da vicino il modello del melodramma ospedaliero». Allo stesso modo, una recensione dell The Hollywood Reporter ha definito la serie «solo un'altra soap opera ospedaliera» e «un cocktail letale di virtualmente tutti i medical drama mai visti in TV». Diversi critici hanno definito Mercy una fiacca copia della serie televisiva di Showtime Nurse Jackie - Terapia d'urto.
Tra le critiche positive, nella recensione del Daily Telegraph, Rachel Ray ha definito la serie «assolutamente gradevole» e una «televisione meravigliosa», lodando «il ritmo scattante, il dialogo realistico, la sceneggiatura eccellente, una fresca story line, e una recitazione ponderata». Notando lo sforzo della NBC per cercare un degno sostituto per il terminato E.R. - Medici in prima linea, David Hinckley, del New York Daily News, ha comparato favorevolmente le due serie e ha affermato che Mercy «è diventato tuttora il più vicino a catturarne la chimica».